# Галереи Эрарта
Галереи современного искусства Эрарта — галереи, открывшиеся в начале 2010-х годов в трёх странах мира, продвигавшие современное искусство в самой стране и за её пределами. Галереи работали в Санкт-Петербурге, Гонконге и Лондоне, две последних в 2016 году прекратили существование.
Продажа произведений современных авторов в международной сети галерей Эрарты была неотъемлемой частью механизма продвижения искусства, позволяющей расширить географию популяризации художников. 
Петербургские «Музей современного искусства Эрарта» и «галереи Эрарта» имеют независимые структуры управления и стратегии развития. Круг авторов, с которыми работают галереи Эрарта, не совпадает со списком имён, представленных в музее. Существование двух таких разных — как музей и галереи — институтов под одной крышей позволяет мировому арт-сообществу не только видеть работы известных художников, но и узнать, что делают молодые авторы.
Продажа работ в галереях позволяет Эрарте материально поддерживать ныне живущих авторов. Таким образом, у них нет необходимости заключать эксклюзивные контракты с зарубежными галереями, которые не занимаются выставочной деятельностью в России, — в результате широкая российская публика может видеть и приобретать работы своих соотечественников.

## Галерея Эрарта в Санкт-Петербурге

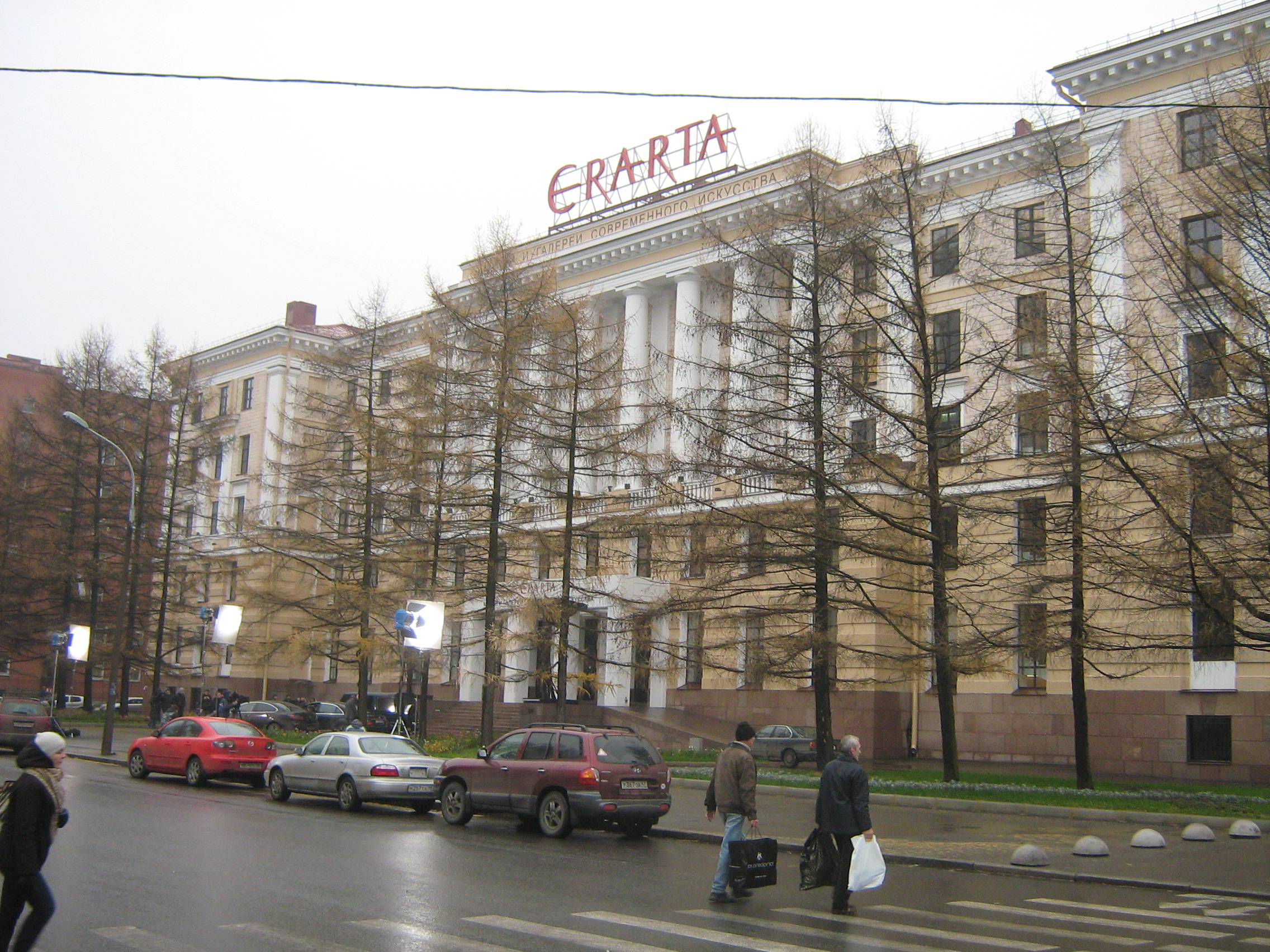

Галерея Эрарта занимает первый этаж галерейного крыла здания в Санкт-Петербурге. Здесь проходят персональные выставки и тематические групповые проекты с участием как уже известных художников, так и молодых авторов. Экспозиция обновляется ежемесячно, и каждое обновление сопровождается презентациями и просмотрами, на которые приглашаются заинтересованные лица. В список рассылки включаются все желающие.
Все работы, представленные в галерее, можно приобрести. Предоставляется бесплатная консультация по оформлению домашнего или офисного интерьера — с несколькими проработанными вариантами.
Галерея Эрарта в Санкт-Петербурге стремится открывать новые таланты в разных регионах России и поддерживать их, что отличает её от многих других институтов, работающих только с авторами из Москвы и Петербурга.

## Галерея Эрарта в Лондоне

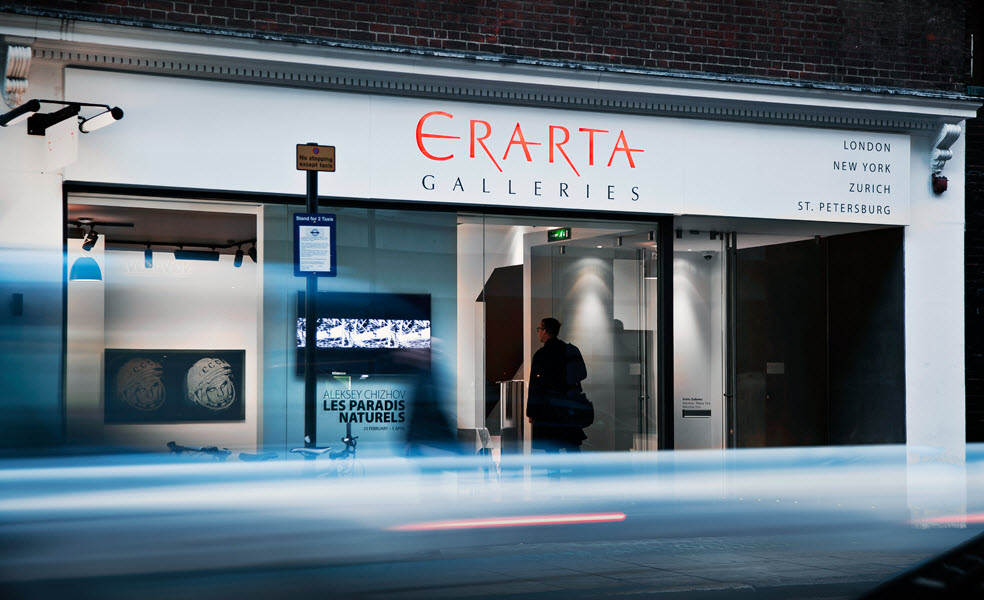

Галерея Эрарта в Лондоне находилась в известном своими художественными галереями районе Мэйфэр, в двух кварталах от Королевской академии художеств, и уделяла большое внимание авангардным молодым авторам из России, стремясь вписать их в контекст британской современной художественной среды.
Галерея открылась в 2011 году групповой выставкой Peter and the Wolf: Contemporary Painting from St. Petersburg, где были представлены работы Владимира Овчинникова, Давида Плаксина, Александра Дашевского и других авторов. Галерея закрылась в 2016 году.
Организованная во время ежегодной международной выставки Frieze персональная выставка Рината Волигамси The Conditions of Winter была высоко оценена прессой и арт-критиками. Журнал Dazed&Confused выпустил интервью с Ринатом, а The Financial Times выбрала одну из работ художника для обложки выпуска, посвященного арт-шоу Frieze. Во время работы персональной выставки Владимира Овчинникова в Лондоне журнал Another Magazine опубликовал большое интервью с художником.

## Галерея Эрарта в Гонконге

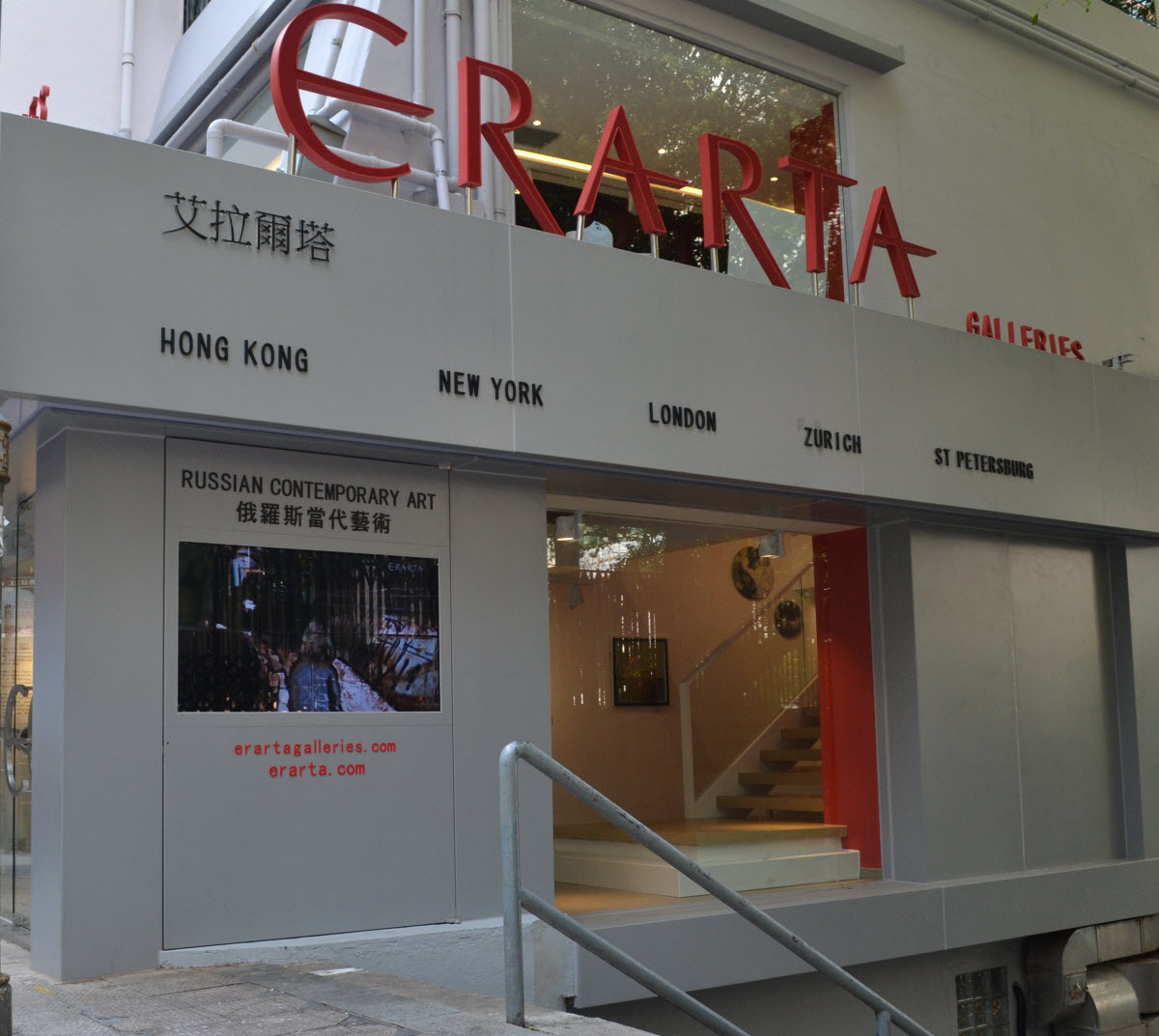

Галерею Эрарта в Гонконге открыли в ноябре 2014 года в районе Central, за которым закрепилась репутация центра современного искусства в городе. Двухэтажное выставочное пространство площадью 300 м2 располагалось на Голливуд Роуд, главной улице района, напротив одной из наиболее известных достопримечательностей города — храма «Ман Мо». Гонконгская галерея была закрыта в 2016 году.